# Percusión
Percusión és una pel·lícula espanyola d'intriga del 1983 dirigida per Josetxo San Mateo, amb guió de Pepón Coromina i protagonitzada pel músic britànic Kevin Ayers.

## Sinopsi
Un dibuixant de còmics estrany i paranoic, amant de la bateria, i que viu totes les històries que dibuixa a través d'un personatge que ha dibuixat i que acaba amb desdoblament de personalitat, es troba dessagnant-se a la banyera de casa seva amb els canells tallats. Aleshores fa un repàs a la seva vida íntima i social, des de les tenses relacions amb la seva esposa a la seva caiguda en el món de la beguda i de les drogues i l'admiració que desperta entre el jovent.

## Repartiment
- Kevin Ayers
- Mercè Sampietro
- Myriam De Maeztu
- José Manuel Cervino
- Ricardo Franco
- Antonio Gamero
- Santiago Ramos
- Carlos Tena
- Enrique San Francisco

## Producció
Es tracta de l'opera prima de Josetxo San Mateo, qui va proposar Kevin Ayers fer de protagonista després d'un concert a Barcelona, tot i que inicialment havia pensat que el protagonista fos Miguel Ríos. Fou rodada en quatre setmanes a Madrid i produïda per Fígaro Films de Barcelona. La música és del propi Ayers, però inicialment havia de ser de King Crimson.